# Чист
Чист (лат. Cistus) — рід рослин родини чистових. Відомо приблизно 36 видів, поширених головно у країнах Середземномор'я, від Макаронезії до північно-західного Ірану; в Україні — 1: чист кримський Cistus creticus subsp. eriocephalus (Viv.) Greuter & Burdet syn.: Cistus tauricus.

## Характерні ознаки рослин роду
Кущі з супротивними еліптичними листками. Квітки діаметром до 8 см, білі, жовті, рожеві, червоні. Плід — коробочка.

## Представник в Україні
Чист кримський (лат. Cistus creticus subsp. eriocephalus (Viv.) Greuter & Burdet) — густо розгалужений кущ 30–70 (150) см заввишки. Рослина зимоволітньозелена, опушена густими волосками. Листки від видовженояйцеподібних до еліптичних, зморшкуваті, опушені, супротивні, 1–5 см завдовжки, 1–2 см завширшки. Квітки 4–5 см діаметром, рожеві, поодинокі. Плід — овальна волосиста коробочка до 0,8 см завдовжки. Цвіте у травні–липні, плодоносить у липні–серпні. Розмножується насінням. Зростає на південному узбережжі Криму від мису Айя до села Малоріченське на сухих гірських схилах, у рідколіссі та по чагарниках. Також вирощують як декоративну рослину. З чисту кримського добувають ефірну олію, яку застосовують у парфумерній промисловості.